# Черноусько, Феликс Леонидович
Фе́ликс Леони́дович Черноу́сько (род. 16 мая 1938, Ленинград) — советский и российский учёный-механик, доктор физико-математических наук (1969), профессор МФТИ, академик РАН (1992). В 2004—2015 годах — директор Института проблем механики РАН. Лауреат Государственной премии СССР и Государственной премии РФ в области науки и техники.

## Биография
В раннем детстве сыграл маленького Феликса в лирической комедии 1940 года «Моя любовь».
В 1961 году окончил с отличием Московский физико-технический институт (АМФ), дипломную работу выполнил под руководством С. С. Григоряна и поступил в аспирантуру этого же института. Ученик академика Н. Н. Моисеева. В 1963 году защитил кандидатскую диссертацию «Некоторые задачи движения искусственного спутника Земли относительно центра масс», в 1969 году — докторскую «Движение твердого тела с полостями, содержащими вязкую жидкость».
В 1964—1968 годах работал в Вычислительном центре АН СССР. С 1968 года работает в Институте проблем механики АН СССР (позднее переименованном в Институт проблем механики РАН). Член КПСС с 1979 года.
Избран 23 декабря 1987 года в члены-корреспонденты АН СССР по Отделению проблем машиностроения, механики и процессов управления. 11 июня 1992 года избран действительным членом РАН по этому же отделению.
В 2004—2015 годах — директор Института проблем механики РАН. Главный редактор журнала «Прикладная математика и механика» (2007—2019).
Автор 10 монографий и более 350 научных работ. Среди учеников Ф. Л. Черноусько — более 30 кандидатов наук, 18 докторов наук, 1 член-корреспондент РАН.

## Научные интересы
Основные направления исследований — теория управления, механика, прикладная математика и робототехника. В области теории управления занимался методами оптимального управления, проблемами управления в условиях неполной информации, вопросами управления сложными нелинейными динамическими системами; в области механики — динамикой твёрдых тел с упругими элементами и полостями, заполненными жидкостью, а также динамикой спутников; в области прикладной математики — разработкой вычислительных методов оптимального управления и вариационного исчисления; в области робототехники — динамикой, управлением движением и оптимизацией характеристик манипуляционных и мобильных роботов.

## Награды
- Первая премия и медаль на Всесоюзном конкурсе студенческих научных работ (1961)[5]
- Премия Ленинского комсомола в области науки (1971)[5]
- Государственная премия СССР в области науки и техники (1980)[5]
- Премия Кёрбера за европейскую науку (Германия, 1993)[5]
- Соросовский профессор (1997)
- Премия Александра фон Гумбольдта (Германия, 1998)[5]
- Государственная премия Российской Федерации в области науки и техники — 1998 — За создание теории и методов управления механическими системами[5]
- Золотая медаль имени С. А. Чаплыгина Российской академии наук (2005) — За цикл работ по динамике систем при наличии сухого трения[1]
- Премия имени А. А. Андронова Российской академии наук (2015) — За цикл работ по методам управления нелинейными динамическими системами[1]

## Монографии
- Черноусько Ф. Л. . Движение твёрдого тела с полостями, содержащими вязкую жидкость. — М.: Вычислительный центр АН СССР, 1968. — 232 с.
- Черноусько Ф. Л., Баничук Н. В. . Движение твёрдого тела с полостями, содержащими вязкую жидкость. — М.: Наука, 1973. — 240 с.
- Черноусько Ф. Л., Меликян А. А. . Игровые задачи управления и поиска. — М.: Наука, 1978. — 272 с.
- Черноусько Ф. Л., Колмановский В. Б. . Оптимальное управление при случайных возмущениях. — М.: Физматлит, 1978. — 352 с.
- Черноусько Ф. Л., Акуленко Л. Д., Соколов Б. Н. . Управление колебаниями. — М.: Наука, 1980. — 384 с.
- Черноусько Ф. Л. . Оценивание фазового состояния динамических систем. — М.: Наука, 1988. — 320 с.
- Черноусько Ф. Л., Болотник Н. Н., Градецкий В. Г. . Манипуляционные роботы: динамика, управление, оптимизация. — М.: Наука, 1989. — 368 с.
- Chernousko F. L. . State Estimation for Dynamic Systems. — Boca Raton: CRC Press, 1994. — 304 p. — ISBN 0-8493-4458-1.
- Chernousko F. L., Bolotnik N. N., Gradetsky V. G. . Manipulation Robots: Dynamics, Control and Optimization. — Boca Raton: CRC Press, 1994. — 268 p. — ISBN 0-8493-4457-3.
- Черноусько Ф. Л., Ананьевский И. М., Решмин С. А. . Методы управления нелинейными механическими системами. — М.: Физматлит, 2006. — 328 с. — ISBN 5-9221-0678-3.